# União das Freguesias de Este (São Pedro e São Mamede)
Die União das Freguesias de Este (São Pedro e São Mamede) ist eine portugiesische Gemeinde (Freguesia) im Kreis (Concelho) Braga, Distrikt Braga, im Nordwesten Portugals.

## Geschichte
Die Gemeinde entstand im Zuge der Gebietsreform vom 29. September 2013 durch die Zusammenlegung der ehemaligen Gemeinden São Pedro de Este und São Mamede de Este.
Este S. Pedro wurde Sitz der neuen Verwaltung.

## Demographie

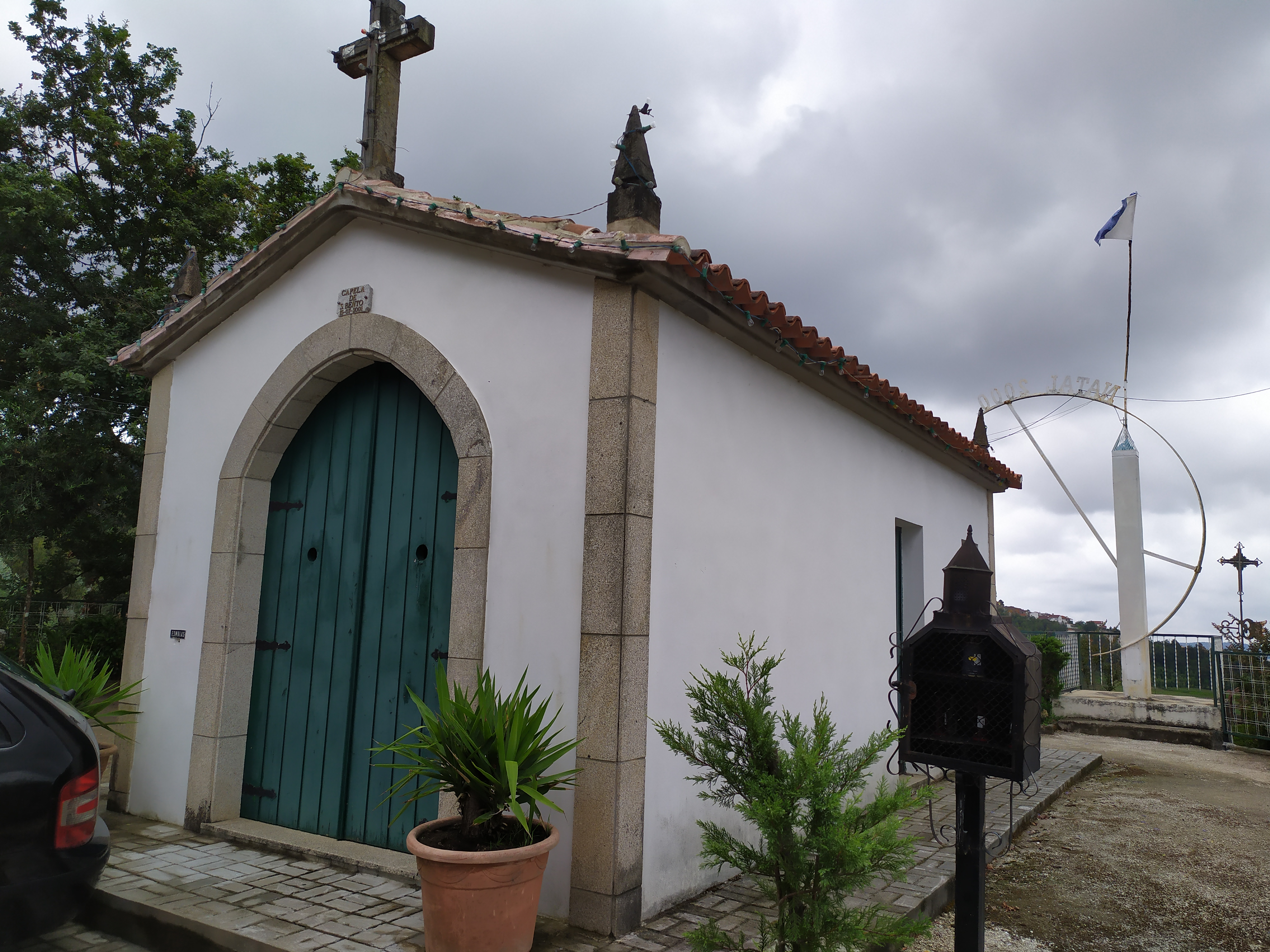
Kapelle São Bento in São Pedro de Este

| Freguesia | Freguesia                     | Freguesia | Freguesia       | ehemalige Freguesias | ehemalige Freguesias | ehemalige Freguesias | ehemalige Freguesias |
| --------- | ----------------------------- | --------- | --------------- | -------------------- | -------------------- | -------------------- | -------------------- |
| Wappen    | Freguesia                     | Einwohner | Fläche in (km²) | Wappen               | Freguesia            | Einwohner            | Fläche in (km²)      |
|           | Este (São Pedro e São Mamede) | 4066      | 9,79            |                      | São Pedro de Este    | 2037                 | 3,24                 |
|           | Este (São Pedro e São Mamede) | 4066      | 9,79            | São Mamede de Este   | 1805                 | 6,56                 |                      |